# Air Supply
Air Supply es un dúo australiano de soft rock formado por el inglés Graham Russell y el australiano Russell Hitchcock en la ciudad de Melbourne en 1975. A lo largo de su historia, el dúo ha lanzado más de 40 sencillos, de los cuales 11 han alcanzado el Hot 100 de Billboard, 20 el Billboard Adult Contemporary, 14 el Aria Chart de Australia,  03 sencillos en el año 2016 se posicionaron en el Billboard dance club chart, 4 el UK Albums Chart del Reino Unido, más de 35 sencillos las listas de Asia y América Latina y algunos más han ingresado en listas europeas, de África y del resto del mundo. Han ganado numerosos premios y reconocimientos alrededor del mundo entre los que figuran los American Music Awards y los Premios Billboard, y han obtenido gran cantidad de discos de oro y platino. Como dúo han vendido más de 100 millones de discos alrededor del mundo y han realizado conciertos en los cinco continentes en los principales escenarios logrando llenos totales en el Radio City Music Hall de New York, el Auditorio Nacional de México, el Movistar Arena de Chile y además del Festival Internacional de Viña del Mar, El Ópera de Sídney de Australia, entre otros.

## Historia

### Formación y primeros años: 1975-1980
Russell Hitchcock y Graham Russell se conocieron en mayo de 1975 mientras actuaban en la producción australiana del musical de Andrew Lloyd Webber y Tim Rice Jesucristo Superstar. Con Hammond y Hitchcock en la voz y Russell en la guitarra, formaron un grupo de armonía vocal en Melbourne, mientras el musical se seguía presentando. Hammond dejó el grupo para formar Cheetah y fue remplazado por Jeremy Paul (ex-Soffrok y más tarde Divinyls) en el bajo y voz en 1976. Hitchcock, Russell y Paul formaron Air Supply. El primer sencillo del grupo, "Love and Other Bruises", fue lanzado en noviembre de 1976 y alcanzó el puesto N.º 6 en la lista australiana Kent Music Report en enero de 1977. El lanzamiento del sencillo fue seguido por su álbum debut Air Supply en diciembre, disco que alcanzó el número 17 en la lista de álbumes de Kent Music Report y logró el Disco de oro en Australia. El álbum fue producido por Peter Dawkins (también productor de Spectrum y Ross Ryan). Otros sencillos fueron "If You Knew Me", "Empty Pages" y "Feel the Breeze", pero ninguno alcanzó el Top 40. La banda inmediatamente se embarcó en una gira nacional.
Su segundo álbum, The Whole Thing's Started, también producido por Dawkins, fue lanzado en julio de 1977. El álbum generó los sencillos "Do What You Do" (junio), "That's How the Whole Thing Started" (octubre) y "Do It Again" (febrero de 1978), pero ni el álbum ni los sencillos entraron en el Top 40.
Desde finales de 1977, el grupo apoyó a Rod Stewart en su gira por Australia. Rod los invitó a seguirlo a Estados Unidos y Canadá. Su tercer álbum, Love & Other Bruises, incluyó regrabaciones de algunos temas anteriores y se realizó a mediados de la gira, en Los Ángeles entre julio y agosto y fue lanzado más tarde ese año en EE. UU. por Columbia Records con Jimmy Horowitz como productor. Durante el tour, Jeremy Paul dejó la banda, dejando a Air Supply conformado por la alineación Goh, Hitchcock, Macara, y Russell, además de Joey Carbone en los teclados, Robin Lemesurier en la guitarra y Howard Sukimoto en el bajo. 
Aunque su música tuvo un cierto éxito comercial, Russell afirmó en un documental en DVD de 1995, que él y Hitchcock eran tan pobres que se vieron obligados a rebuscar en los respaldos de los sofás de hoteles, monedas para que pudieran comprar pan para hacer tostadas. A principios de 1978, la formación pasó a ser Hitchcock, Macara y Russell, con Ken Francisco en la guitarra, Rick Mellick en los teclados y Bill Putt (Spectrum, Ariel) en el bajo. Sin embargo, a mediados de 1978, solo Hitchcock y Russell se mantuvieron en la formación junto a Ralph Cooper (Windchase) en la batería, Brian Hamilton en el bajo y voz y David Moyse en la guitarra.
En abril de 1979, la banda lanzó el álbum Life Support, un disco conceptual, con músicos como Mike Bukowsky en el trombón, Tommy Emmanuel en la guitarra, Frank Esler-Smith como arreglista y tecladista, Geoff Oakes en el trombón, Coz Russo en los teclados y Peter Walker (ex-Bakery) en la guitarra. Esler-Smith había sido el arreglista orquestal para la producción de Jesucristo Superstar, donde Hitchcock y Russell se habían conocido, y mantendría una larga asociación con Air Supply a lo largo de su vida. Producido por Charles Fisher (también productor de Radio Birdman y Ol' 55), el álbum fue grabado en Estudios Trafalgar en Sídney, Australia. El álbum contenía una versión de cinco minutos y medio de la canción "Lost in Love", escrita por Russell en 15 minutos, la cual fue lanzada como sencillo y alcanzó el puesto N.º 13 en Australia y el N.º 13 en Nueva Zelanda. El sencillo llamó la atención del jefe de Arista Records, Clive Davis, quien remezcló la canción y la lanzó como sencillo en Estados Unidos a principios del año siguiente.

### Década de 1980
Una versión regrabada y remezclada de "Lost in Love" fue lanzada internacionalmente como sencillo en enero de 1980 bajo el sello Arista. El álbum asociado, Lost in Love, apareció en marzo y contenía tres sencillos que entraron en el Top 5 de Estados Unidos, incluyendo la canción, que alcanzó el número 3 en Billboard Hot 100 y N.º 11 en la lista de sencillos de Reino Unido. El álbum fue producido por el exguitarrista Robie Porter (Daddy Cool, Rick Springfield) por su sello Wizard Records. Los otros sencillos que alcanzaron el Top 5 en Estados Unidos fueron "Every Woman in the World" (n.º 5) y "All Out of Love"(n.º 2). Ambos sencillos fueron Top 10 en Australia con "All Out of Love" alcanzando el N.º 17 en Países Bajos. En 1980, la formación se componía de Hitchcock, Russell, Esler-Smith, Cooper, y Moyse y fue completada con David Green en el bajo, con Rex Goh regresando a la guitarra en 1981. El álbum vendió tres millones de copias en los Estados Unidos y alcanzó el puesto n.º 22 en la lista Billboard 200.

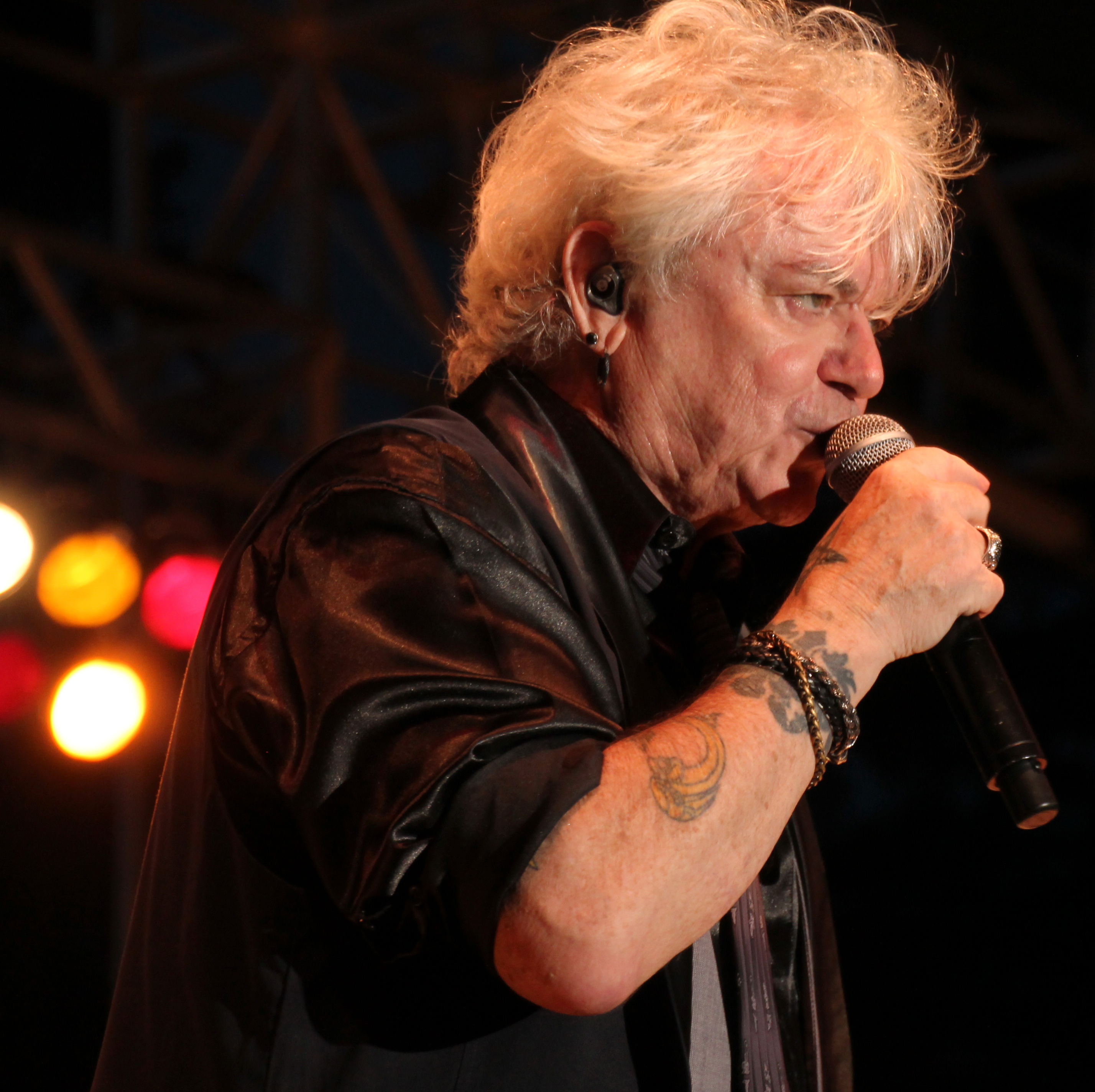
Russell Hitchcock, vocalista líder de Air Supply.

El año siguiente lanzaron The One That You Love, del cual la canción homónima fue lanzada como sencillo y fue número 1 en el Billboard Hot 100. El disco también contenía otros dos éxitos que entraron en el Top 10, "Here I Am (Just When I Thought I Was Over You)" y "Sweet Dreams". Un cuarto sencillo, "I'll Never Get Enough", coescrito por Jeanne Napoli, Gary Portnoy y Judy Quay, fue lanzado en Japón y logró entrar en el Top 10 en ese país. Este álbum alcanzó un éxito rotundo en ventas. 

Su tercer álbum en los años 1980, lanzado en 1982, Now and Forever, continuó la popularidad del grupo con el éxito de top 10, "Even The Nights Are Better", y dos sencillos de top 40: "Young Love" y "Two Less Lonely People in the World". En esos años la popularidad de Air Supply crecía como la espuma, sus discos se vendían muy bien y las constantes giras internacionales y las presentaciones en los más importantes escenarios colocaron a la agrupación como una de las más exitosas de ese momento.
En 1983, lanzaron su álbum Greatest Hits, que contaba con un nuevo sencillo llamado "Making Love Out of Nothing at All", escrito por Jim Steinman. La canción fue uno de sus más grandes éxitos y permaneció tres semanas en el número 2. Eventualmente el álbum vendió 7 millones de copias tan solo en Estados Unidos convirtiéndose en un gran suceso, este material ha sido reeditado con regularidad ya que se considera el álbum más importante de la banda y se estima que desde su lanzamiento en 1983 ha vendido más de 20 millones de copias alrededor del mundo. 
En 1984, su canción "I Can Wait Forever" fue incluida en una escena en la exitosa película Ghostbusters, aunque en Estados Unidos no fue lanzada como sencillo, en países de Europa y en Sudamérica alcanzaría sin inconvenientes un top 10.

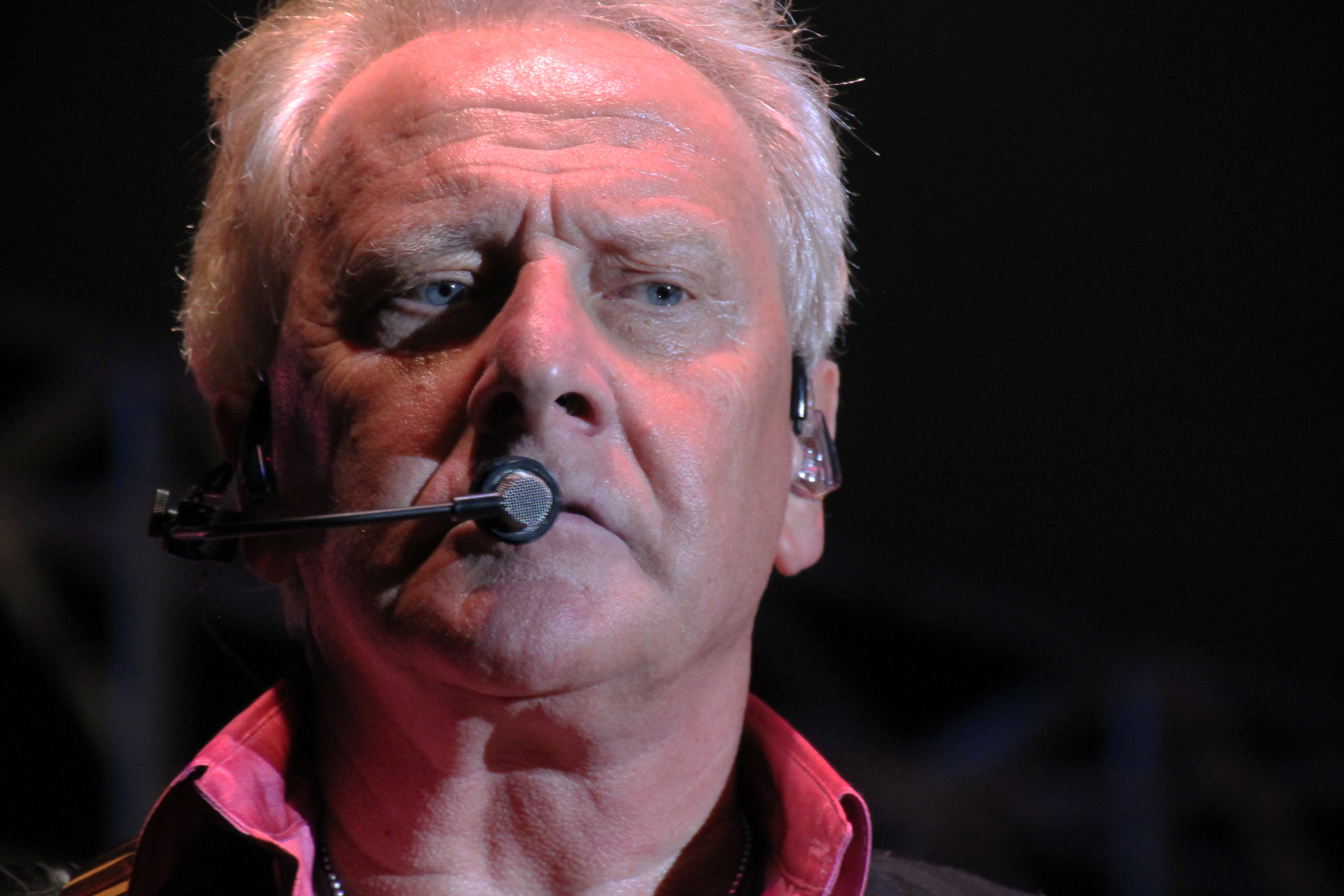
Graham Russell, guitarrista y cantante de Air Supply.

En 1985, su segundo álbum homónimo es lanzado, con la canción "Just As I Am" como sencillo, alcanzando la posición 19 en Billboard Hot 100 y la número 3 en Billboard AC en los Estados Unidos. El álbum también incluía la canción "The Power of Love", alcanzando la posición n.º 68. El álbum recibió excelentes críticas y el vídeo de "Just As I Am" alcanzó el número uno en VH1 siendo el vídeo del año.
En 1986 lanzan Hearts In Motion, alcanzando un éxito moderado en Estados Unidos. El sencillo "Lonely is the Night" llegaría a la posición N.º 76 en el Billboard Hot 100 y a la N.º 12 en Billboard AC mientras que "One More Chance" apenas llegaría al N.º 80 en el Billboard Hot 100, sin embargo, el álbum tuvo gran éxito en Asia y Latinoamérica.
Un año más tarde se presentan en el festival Viña del Mar en Chile, obteniendo un gran reconocimiento por parte de sus fanáticos latinos. El recital fue considerado dentro de los mejores números artísticos presentados en el certamen desde su creación.
En 1987, lanzan el álbum de Navidad The Christmas Album, donde sus canciones "Eyes Children" y "Love is All" alcanzan a ser escuchadas aún en los Estados Unidos.
Russell Hitchcock y Graham Russell tomarían un descanso en 1988, tiempo que aprovechó Russell Hitchcock para lanzar su primer álbum en solitario con un éxito moderado, aunque los sencillos "Where Did The Feeling Go" y "The Sun Ain't Gonna Shine Anymore" lograron cierto reconocimiento en los medios.

### Década de 1990
En 1990 Russell Hitchcok se lanza nuevamente como solista con el sencillo "Swer To Your Heart", banda sonora de la película Arachnophobia, el cual resultó ser un éxito en Estados Unidos alcanzando la posición número 9 en la lista Billboard AC.
En los años 1990, Air Supply vio un segundo aire en el resto del mundo ya que su estilo de música no entraba en el formato de la radio en los Estados Unidos y la actitud marginal de los medios radiales se hizo evidente a pesar de lanzar un nuevo álbum llamado The Earth Is... en 1991 con una excelente calidad vocal de Russell y producido por Harry Maslin (productor de Now and Forever). El álbum lanzó un primer sencillo, una versión de "Without You" de Badfinger que alcanzaría la posición número cuarenta y ocho en las listas de adultos pero el sencillo se convertiría en un éxito fuera de Estados Unidos al colocar la canción en el top 10 en Asia y Latinoamérica, ayudando al álbum a alcanzar el estatus de oro y multiplatino en más de 20 países, llegando a vender más de un millón de copias, igualmente los sencillos "Stronger Than the Night" y "Stop the Tears" tuvieron mucha aceptación y sus respectivos vídeos fueron transmitidos por la cadena estadounidense MTV.
Para 1993 grabarían The Vanishing Race. La balada "Goodbye" alcanzaría la posición 86 en el Hot 100 y 35 en las listas de adultos. El álbum vendió más de 4 millones de copias. En 1995 graban el álbum News From Nowhere, y aunque el único sencillo "Someone" en Estados Unidos apenas llegó al top 50, los sencillos "Always" y una versión de la canción "Unchained Melody" alcanzaron la posición número uno en muchos países en el resto del mundo, alcanzando nuevamente altas ventas.
Ese mismo año, debido a su notorio éxito principalmente en Asia, graban Now And Forever... Greatest Hits Live, en donde su sencillo "The Way I Feel" alcanzaría la posición número uno en China, Taiwán, Filipinas y otros países asiáticos. El álbum mantuvo el primer lugar en ventas en China por 16 semanas y llegaría a las listas australianas en la posición 68 como algo inédito, logrando ventas multiplatino.
Para 1997 lanzarían lo que para Estados Unidos sería su mejor álbum desde los años 1980 The Book of Love, con canciones que tuvieron muy buena crítica a pesar de que no obtuvieron ninguna posición como "So Much Love" y "When I Say". Su reedición latinoamericana y asiática incluye el sencillo "Strong, Strong Wind", el cual alcanzó el n.º 1 en Hong Kong, Taiwán, Canadá y otros países del mundo.
En 1999 lanzan dos álbumes recopilatorios, The Definitive Collection y Ultimate Collection; esta última edición incluye, para Asia y Latinoamérica, la versión de "Longer" y la canción "The Scene" alcanzando ventas multiplatino, por estos años la voz de Russell sufría un deterioro notable, su timbre estaba muy cambiado e incluso empezaron a circular rumores entre la prensa de que el vocalista padecía de cáncer de garganta.

### Años 2000 y popularidad en oriente

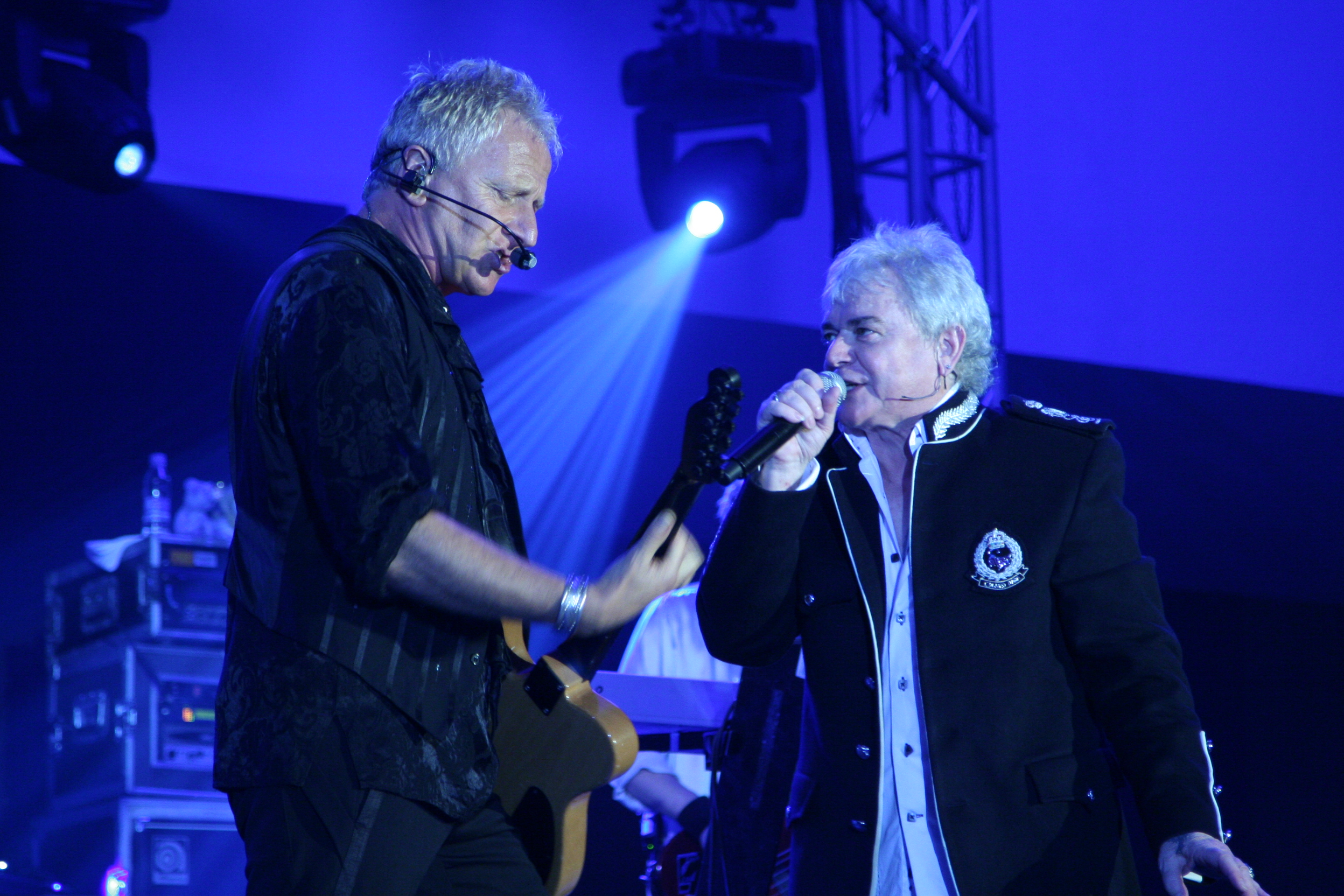
Air Supply en concierto en Filipinas el 12 de junio de 2008.

En 2001 lanzan The Definitive Collection en DVD, el cual logra altas ventas. Yours Truly es el decimoquinto álbum de la banda, lanzado en 2001. El álbum no recibió muy buena crítica y de hecho, dos de las canciones ya habían sido previamente grabadas en 1999, ("You Are the Reason" y "The Scene"). Con un estilo poco habitual y a pesar de tener una distribución en casi todo el mundo, Russell mostraba una tendencia disminuida de la fuerza de su voz y el contenido de las letras no era lo esperado; a pesar de ello se desprenden dos canciones que fueron bien reconocidas por su estilo: "You Are the Reason", en dúo con la cantante Menhaz de la India y "Yours Truly". 
En 2003 publicaron Across The Concrete Sky, donde Russell tuvo menos participación vocal y Graham se convertiría hasta cierto punto en la voz principal. El álbum recibió excelentes críticas, sobre todo por el mejoramiento notorio de la voz de Russell y canciones muy significativas como "Shadow of the Sun", "Goodnight" (éxito medio), y "I'll Find You", las cuales dominaron las listas asiáticas. Air Supply fue el primer grupo occidental en presentarse en localidades de Asia donde han mantenido un nivel de popularidad impresionante en todas las décadas, incluso más que cualquier otro grupo o cantante de occidente. Anualmente sus giras incluyen fechas en escenarios de China, Taiwán, Japón, Indonesia, Vietnam, Filipinas, Tailandia, Corea del Sur, Camboya, entre otros países de la región.

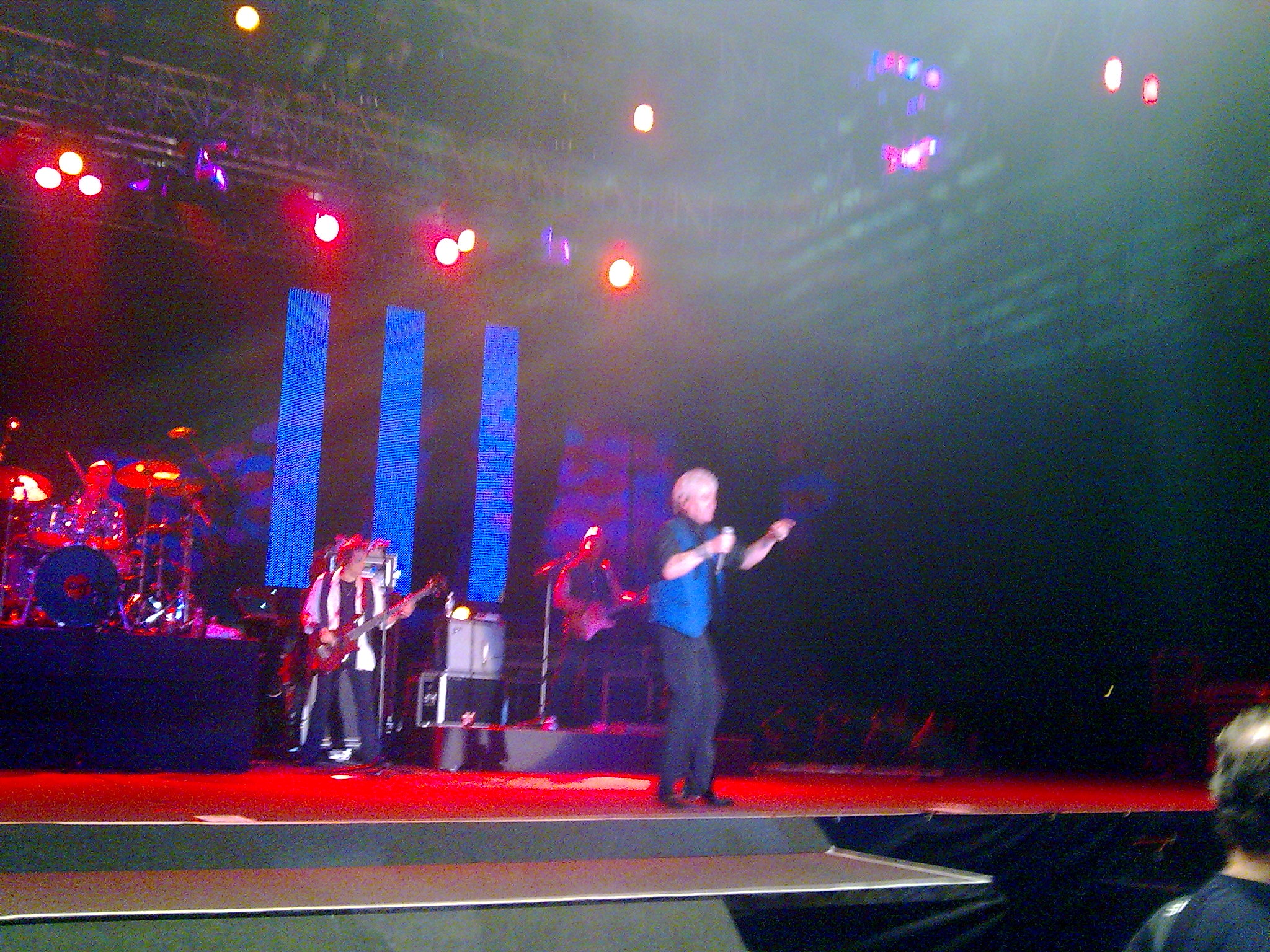
Russell Hitchcock en un concierto en Singapur el 19 de junio de 2009.

En 2004, bajo el sello Arista Records, lanzarían un álbum recopilatorio de sus mayores éxitos, llamado Love Songs, que incluye el tema inédito "Miracles", donde Russell muestra nuevamente la notoria recuperación de su voz.
En 2005, celebrando sus 30 años de carrera, Air Supply lanzaría con diferentes sellos discográficos y alrededor del mundo su álbum en vivo que oficialmente tendría el nombre de It Was 30 Years Ago Today y Love Collection, así como All Out of Love Live, entre otros nombres. El álbum tuvo una aceptación notoria, llegando a ser disco de oro en Australia y alcanzando la posición n.º 2 en Taiwán y otros países.
A finales del mismo año, el dúo lanzaría su primer álbum acústico The Singer and the Song bajo su propio sello discográfico (Nice Pear, Inc.); en Estados Unidos y en Asia con disqueras locales, alcanzando el n.º 1 en Taiwán y otros países. El álbum incluye la pista adicional "All Out of Love" con The Celtic Tenors, grupo irlandés que anteriormente había lanzado el álbum We Are No Island, el cual incluye la misma canción. Excelentes críticas tuvo en Europa y el mismo álbum incluye una pista adicional de la canción "TV Wars", la cual fue cantada por The Rolling Stones en los años 1970, tema de la serie Vieth Nam. 
Ese mismo año, como parte de su acostumbrada gira mundial, (más de cien conciertos cada año) tocarían en La Habana, Cuba, en un concierto gratuito en el malecón habanero, logrando reunir a más de 175.000 personas, el show fue grabado por la televisión cubana.
En 2008, Air Supply fue nombrado como el número 83 de los mejores actos musicales de todos los tiempos en el Billboard Hot 100's, 50.ª edición aniversario. Esta decisión se basó exclusivamente en su rendimiento de las listas de popularidad en Estados Unidos.
En junio de 2009 se daría el lanzamiento bajo el sello discográfico de Odds On Récords de Free Love, un álbum recopilatorio de sus canciones desde 1991 hasta 2003, las cuales en algunos casos no son las canciones o sencillos principales del álbum en sí, sino las canciones preferidas de ambos integrantes.

### 2010, el regreso a las listas norteamericanas
En 2010 regresan nuevamente al éxito en Estados Unidos (aunque en el resto del mundo han mantenido en las listas con sus grabaciones recientes) donde ingresaron al top 30 del Billboard AC con "Dance With Me" (n.º 28), mientras que en varias emisoras de FMQB del país consiguió un top 10 con "Faith in Love" (n.º 30), las dos de su producción Mumbo Jumbo, lanzado el 4 de mayo de 2010. Así mismo en varios países alcanzaron el top 20 principalmente en Asia y logrando difusión en las radios de adultos de algunos países latinoamericanos, reafirmando la popularidad del dúo en estas regiones.

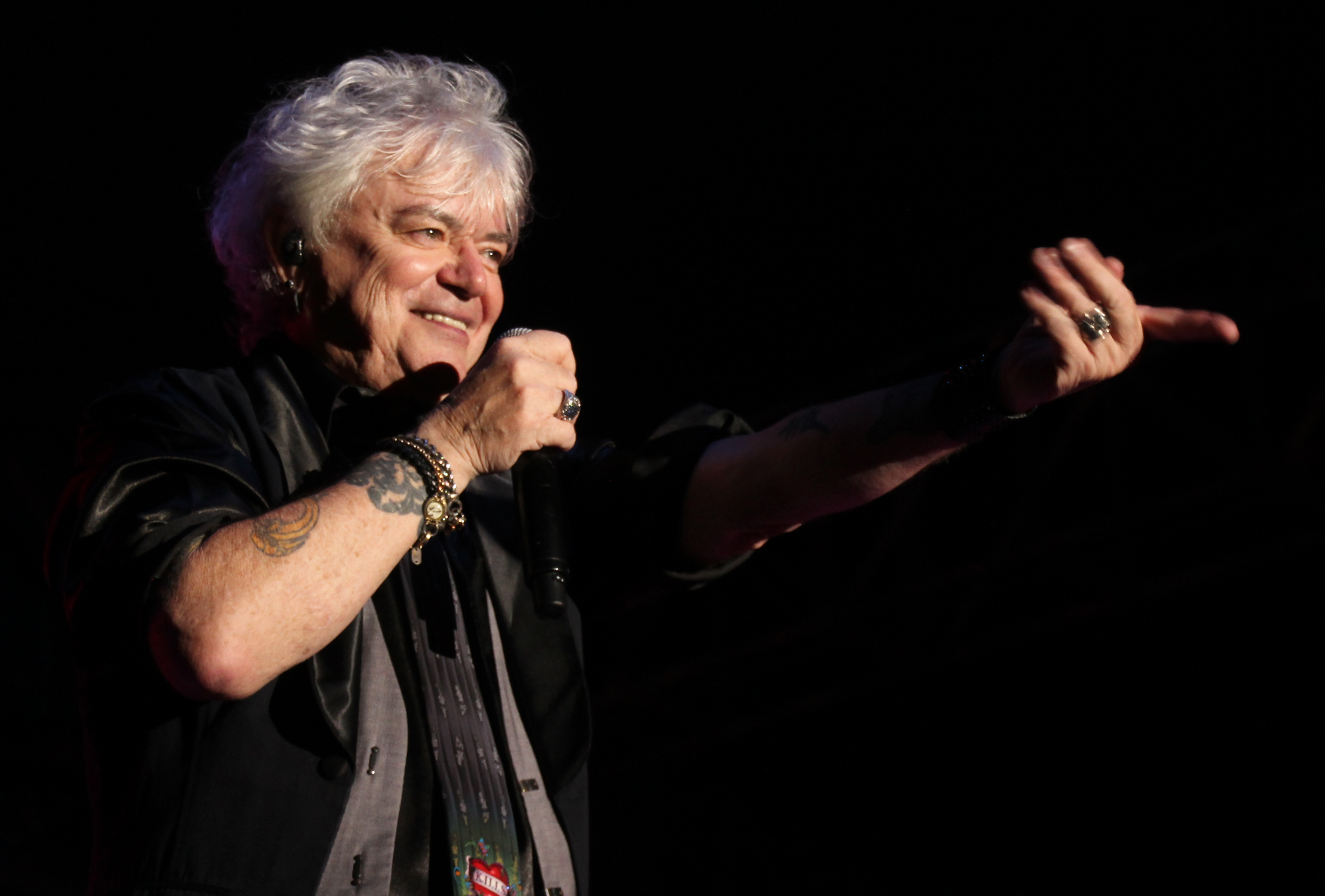
Russell Hitchcock en el 2015.

En 2011 Russell Hitchcok lanza un álbum de música country llamado Tennessee: The Nashville Sessions con una entrada en las listas de mediabase country (n.º 133). El mismo año Air Supply lanza el sencillo "Sanctuary". En el año 2013 el dúo ingresa en el salón de la fama en Australia (Aria Chart). En junio del 2014, ampliando su éxito en las listas por cinco décadas, Air Supply alcanzó la posición n.º 43 en el Billboard Dance Club con su primer sencillo de baile "Desert Sea Sky".
El nuevo sencillo "I Want You (Tom Stephan Mix)" alcanzó en la primera semana de octubre de 2015 la posición n.º 31 en el Billboard Dance Chart. Ese mismo mes lanzaron el sencillo "I Adore You". En junio de ese año realizaron un exitoso concierto en Argentina a sala llena, donde estuvo como músico invitado Alejandro Lerner. En diciembre de 2016, el grupo alcanzó la posición n.º 26 en la lista Billboard Dance Chart con el remix de su sencillo "All Out Of Love", original de 1981.
Air Supply continua con su interminable gira en pleno 2021 con las restricciones de la pandemia que les evita visitar cientos de lugares alrededor de los cinco continentes en recientes declaraciones Graham Russell a dicho que existe la posibilidad de un nuevo álbum estudio que se espera en el 2021, Air Supply mantiene un nivel de popularidad tan amplio en Asia como en Latinoamérica comparable con las grandes extreallas del Rock

## Discografía

### Álbumes de estudio
| - 1976: Air Supply - 1977: The Whole Thing's Started - 1977: Love & Other Bruises - 1979: Life Support - 1980: Lost in Love - 1981: The One That You Love - 1982: Now and Forever - 1985: Air Supply - 1986: Hearts In Motion | - 1987: The Christmas Album - 1991: The Earth Is... - 1993: The Vanishing Race - 1995: News From Nowhere - 1997: The Book of Love - 2001: Yours Truly - 2003: Across The Concrete Sky - 2010: Mumbo Jumbo |

## Vídeos
| - "Lost In Love" 1980 - "All Out of love" 1980 - "The One That You Love" 1981 - "Here I Am" 1981 - "Keeping the Love Alive" 1981 - "Even The Nights Are Better" 1982 - "Young Love" 1982 - "Making Love Out of Nothing at All" 1983 - "Just As I Am" 1985 - "The Power of Love" 1985 - "I Wanna Hold you Tonight" 1985 - "Lonely Is the Night" 1986 - "One More Chance" 1986 | - "Stronger Than The Night" 1991 - "Stop The Tears" 1992 - "Goodbye" 1994 - "It's Never Too Late" 1994 - "Someone" 1995 - "Always" 1995 - "Unchained Melody" 1995 - "The Way I Feel" 1995 - "Strong Strong Wind" 1997 - "You Are the Reason" 2001 - "Desert Sea Sky" 2013 - "I Adore You" 2015 |

## DVD
- 1982: Air Supply Live in Hawaii (RCA Columbia)
- 1995: Now and Forever... Greatest Hits Live [Arista Records]
- 2001: The Definitive DVD Collection [BMG]
- 2005: It Was 30 Years Ago Today [Cleopatra Records]
- 2006: The Singer And The Song [A Nice Pear.Inc]
- 2012: Live in Jerusalem (DvD Blue Ray)
- 2013: Air Supply Live in Hong Kong (DvD Blue Ray)

Nota: A lo largo de su carrera Air Supply ha grabado numerosos shows para diferentes cadenas de TV alrededor del mundo, los cuales no han sido publicados para uso privado.

## Colaboraciones con otros artistas
- "De Todos Modos" (Russell Hitchcock y Ednita Nazario) (1989)
- "Is It You" (Russell Hitchcock y Rita Coolidge) (1995)
- "You'll Never Know" (Air Supply y Alejandro Lerner) (1994)
- "I'm Australian" (En español: Soy australiano) [Russell Hitchcock y Judith Durha] [1997]
- "You are the Reason" (Air Supply y Menhaz) [Versión en inglés y en indio] (2001)
- "A Place Where We Belong" (tema coescrito por Graham Russell con Alejandro Lerner, en el cual este último toca el piano) (2003)
- "Shadow of the Sun" (con Styna) (2003)
- "Its so Insane" (Hitchcock canta con The Celtic Tenors)
- "Hold On" (Air Supply con Michael Johns) (2010)

## Giras
- The Earth is...World Tour (1991)
- Always World Tour (1995)
- From The Heart Tour (2008)